# Joannès Caton
Joannès Caton, né le 28 octobre 1849 à Beaubrun et mort le 10 février 1914 est un militant français, déporté en Nouvelle-Calédonie pour sa participation à la Commune de Saint-Etienne en 1871.

## La Commune de Saint-Étienne
Jean Caton est né à la Grange de l’Œuvre à Beaubrun (actuelle commune de Saint-Étienne), le 28 octobre 1849, de Étienne Caton (35 ans), passementier, et de Françoise Ducros (32 ans). Il est le fils cadet d'une famille de 5 enfants. Sa mère décède quand le petit Joannès n'a alors que 18 mois. Il sera élevé par sa sœur aînée.
Ancien élève des Frères Maristes (à Valbenoite, en 1858), il fut conquis par un idéal révolutionnaire. En septembre 1870, il fut secrétaire de l'actif comité de la rue de la Vierge (rue disparue située entre l'actuelle grande poste et l'église Notre-Dame). C'est ce comité qui, pour une grande part, organisa en mars 1871 la prise de l'Hôtel de Ville. Caton fut secrétaire, bien éphémère du comité d'administration de la ville, puisqu'il fut remplacé après seulement un jour de fonction.

## La déportation
Devant l'échec de la Commune stéphanoise, il se réfugia à Genève d'où il revint le 30 avril de la même année à l'annonce de l'insurrection de Lyon, mais il fut arrêté à la frontière le 1er mai. Dès lors commence une longue odyssée : prison et tribunaux à Bellegarde, à Lyon, à Rive-de-Gier, à Saint-Étienne, puis à Riom où eut lieu son procès le condamnant à la déportation à vie. Transféré à Oléron puis à la Rochelle, il est embarqué le 17 mai 1873 pour arriver en Nouvelle-Calédonie le 27 septembre 1873. Après un séjour dans un camp voisin de Nouméa, il est transféré le 15 avril 1877 dans la dépendance voisine de l'Île des Pins où il jouit d'une certaine indépendance et exerça même pendant quelque temps les fonctions de maître d'école.
Le 10 mai 1879, il reçoit sa grâce (Décret du 15 janvier) mais resta volontairement quelques mois à Sydney (Australie). Il y aurait même exercé durant une certaine période des fonctions de correspondant de presse, y compris, paraît-il, pour un journal stéphanois... On imagine que la copie, pour ce journal, n'a pas dû être très abondante, vu l'intérêt sans doute limité de nos concitoyens pour ce continent lointain[réf. nécessaire]. Le 10 avril 1880, il revint en France.
Assez curieusement, et dans des conditions qui, parfois, nous échappent, il tint un journal de son existence et des péripéties vécues ainsi que des contacts avec certains personnages également déportés tels Henri Rochefort, Louise Michel. Il dépeint avec force détails son cadre de vie, ses compagnons mais aussi la nature environnante, les animaux, les plantes, etc.

## Le retour en France
À son retour en France, il avait conservé la vigueur de ses opinions, parfois difficilement conciliables avec le nouveau pouvoir républicain. Il essaya de faire venir Louise Michel à Saint-Étienne ; en janvier 1881, il est présent à l'enterrement d'Auguste Blanqui. Candidat élu aux élections de 1881, il siège au Conseil municipal jusqu'en 1885 (et ne se représentera pas). Il exerce de multiples activités : journaliste, agent d'assurance puis chargé de mission par la Municipalité, il deviendra directeur d'un établissement de la Ville.
Les archives le mentionnent comme expéditionnaire au marché de gros le 1er janvier 1889. Il sera relevé de ses fonctions par suppression d’emploi le 2 juin 1892.
Il se marie le 22 décembre 1883 avec Jeanne Meunier ; la naissance de trois filles et sa santé délicate vont modérer son tempérament de militant pour faire face à ses responsabilités professionnelles. Dans la dernière partie de sa vie, il aurait été très diminué physiquement et mourut le 10 février 1914, entourés des siens. Il est enterré au cimetière du Crêt de Roch à Saint-Étienne, allée 17. 
Le texte de son récit se présente sous la forme de 26 cahiers d'écolier. D'abord écrit au jour le jour, ces mémoires seront par la suite reprises par lui-même et dictées à ses filles.
Sur les 26 cahiers, 17 sont conservés aux Archives départementales de la Loire (cote 1 J 1236), couvrant les 300 premières pages de la version éditée chez France Empire en 1986.